# Сетницкий, Николай Александрович
Николай Александрович Сетницкий (12 декабря 1888, Ольгополь, Подольская губерния — 4 ноября 1937, Москва) — русский экономист, статистик, философ, представитель русского космизма.

## Биография
Родился в семье чиновника, детство провел в Лодзи, Петрокове и Варшаве, где его отец служил фабричным инспектором. Окончив Петроковскую гимназию, поступил в Петербургский университет на отделение восточных языков. Через год по требованию родителей перевелся на юридический факультет, одновременно прошел три семестра физико-математического факультета. Окончил университет в 1914 году, затем служил в Министерстве торговли и промышленности, служил в армии.
В 1917 году перебрался к родителям в Одессу, где сблизился с кружком молодых писателей и поэтов под названием ХЛАМ (художники, литераторы, артисты и музыканты), среди которых были Эдуард Багрицкий, Юрий Олеша, Валентин Катаев.
В 1918 году Сетницкий познакомился с Александром Горским, который заинтересовал его «философией общего дела» Н.Ф. Фёдорова. В 1919 году Сетницкого оставили при кафедре политической экономии и статистики Одесского университета. В 1920—1922 годах он был заместителем заведующего, затем заведующим Одесским губстатбюро.
В 1922 году он перебрался в Москву, и стал сначала секретарем Концессионного комитета, а в 1923—1924 годах был служащим в отделе торговли ВСНХ, в 1924—1925 годах — в Народном комиссариате почт и телеграфов. Будучи в Москве познакомился с Александром Горским и Валерианом Муравьевым, они собирались в библиотеке ВСНХ, где служил Муравьев. 1924 году вместе с А. К. Горским, В. Н. Муравьевым и С. А. Бекневым готовил сборник «Трудоведение» о научной организации труда, издать который не удалось.
В 1925—1935 годы Сетницкий жил в Харбине, где работал в Экономическом бюро КВЖД, а также преподавал на Харбинском юридическом факультете и в Харбинском политехническом институте. В Харбине Сетницкий сблизился с лидером «сменовеховцев» Н. В. Устряловым, а также опубликовал за свой счет первый том «Философии общего дела», цикл очерков А. К. Горского о Н. Ф. Фёдорове, его книгу о Фёдорове и Достоевском, брошюры «Перед лицом смерти. Л. Н. Толстой и Н. Ф. Фёдоров» (1928), «Смертобожничество» (1926) и ещё целый ряд работ о Фёдорове, а также его ранее неизданные труды. В 1932 году Сетницкий опубликовал свою главную философскую работу — «О конечном идеале». Он также вел обширную переписку с такими философами, как Николай Бердяев и Николай Лосский. Сетницкий также написал ряд работ об экономике Китая, которые печатались в «Вестнике Маньчжурии», «Экономическом бюллетене КВЖД» и других изданиях.
В марте 1935 года Сетницкий был уволен из Экономического бюро в связи с продажей КВЖД Японии и вернулся в Москву. Сначала он работал в Комиссии по эвакуации (с июня по сентябрь 1935 года); затем — в плановом отделе Московско-Казанской железной дороги (с сентября 1935 года по май 1936 года), а после этого — в Институте мирового хозяйства и мировой политики.
В ночь с 1 на 2 сентября 1937 года Сетницкий был арестован. Его обвинили в том, что он «будучи завербован для шпионской деятельности представителем японских разведывательных органов Томинага, в 1935 году прибыл в СССР с заданиями шпионского и террористического порядка, выполнял порученные ему задания, Сетницкий неоднократно встречался на советской территории с агентами-связистами, прибывшими из-за кордона. Сетницкий, кроме того, состоял членом к.-р. „сменовеховской“ группы, руководимой Устряловым и, как участник этой группы по заданию японской разведки, вступил в организационную связь с террористической организацией „правых“ для организации активной борьбы с Советской властью». 4 ноября 1937 года Военная коллегия Верховного суда СССР приговорила его к расстрелу, и в тот же день он был расстрелян. Его прах покоится в братской могиле на Донском кладбище в Москве. Сетницкий был реабилитирован 1 июня 1956 года.

## Идеи
В своей книге «О конечном идеале», написанной как опыт «оправдания истории», Сетницкий противопоставляет позиции «эсхатологического катастрофизма», идее краха и неудачи истории, концепцию «эсхатологии спасения». Он описывал идеал как «крайнее, последнее и величайшее задание, к которому стремится человечество», как проект, требующий своего воплощения в реальности; использовал понятия «дробных идеалов» (они несут в себе лишь частичную правду, несовершенны как по целям, так и по средствам) и «целостного идеала», предполагающего «полноту счастья и всеобщность спасения».
Сетницкий дает свое истолкование Откровения Иоанна Богослова, которое, по его мнению, в образно-символической форме несет в себе представление о высшем, божественном благе, о конечной цели и путях её достижения. «Небесный Иерусалим», «новое небо и новая земля» олицетворяют преображенную Вселенную, путь к которой пролегает через «победу над стихией, над природной беспорядочностью хаоса», воплощенной в образе «зверя из бездны», через преодоление смерти, всеобщее воскрешение, одухотворение мира.